# Rio Miringuava
Der Rio Miringuava ist ein etwa 40 km langer linker Nebenfluss des Rio Iguaçu im Südosten des brasilianischen Bundesstaats Paraná.

## Geografie

### Lage
Das Einzugsgebiet des Rio Miringuava befindet sich auf dem Primeiro Planalto Paranaense (Erste oder Curitiba-Hochebene von Paraná).

### Verlauf
Sein Quellgebiet liegt im Munizip São José dos Pinhais am Westhang der Serra do Mar auf 913 m Meereshöhe. Es liegt etwa 20 km östlich der Stadtteile Miringuava und São Marcos bzw. der Rodovia do Café (BR-376) nach Paranaguá.
Der Fluss verläuft in westlicher Richtung. Westlich der BR-376 durchfließt er die seenreiche Landschaft und das Sumpfgebiet der Bacia do Rio Iguaçu. Er mündet auf 869 m Höhe von links in den Rio Iguaçu. Er ist etwa 40 km lang.

### Munizipien im Einzugsgebiet
Der Rio Miringuava verläuft vollständig innerhalb des Munizips São José dos Pinhais.

### Trinkwasserentnahme

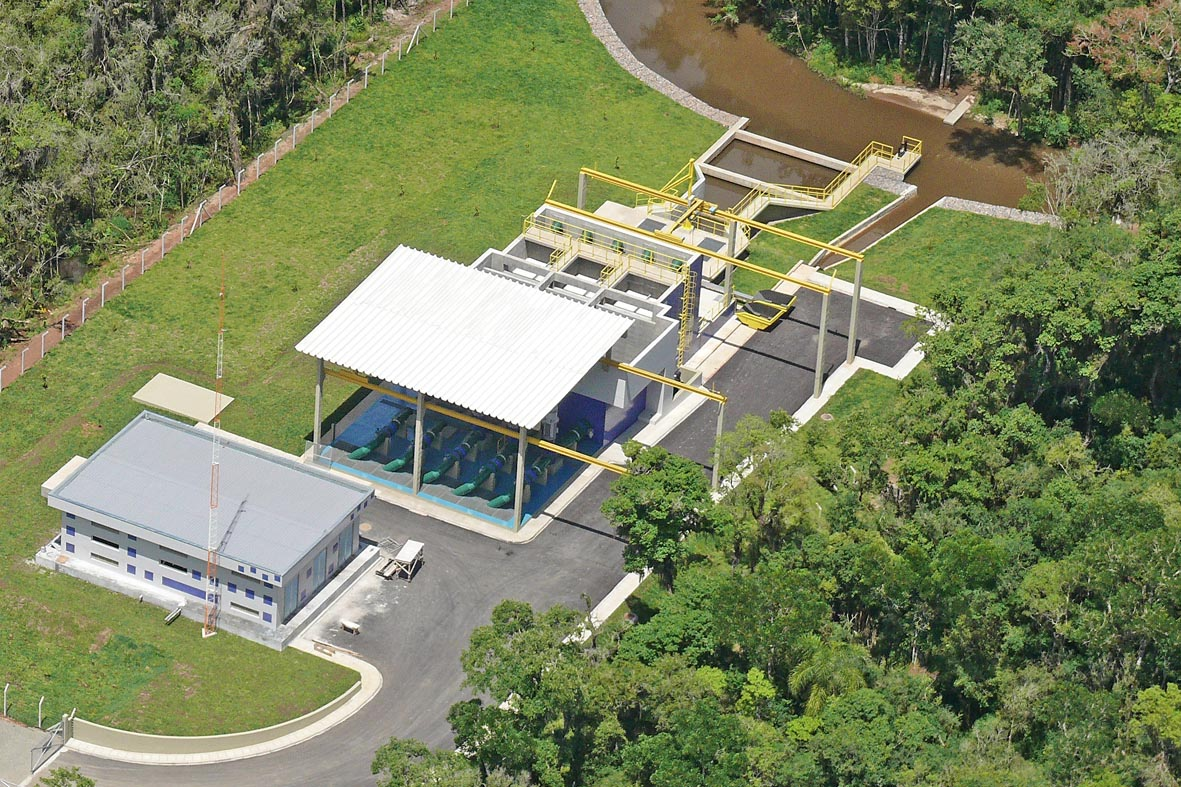
Wasseraufbereitungsanlage am Rio Miringuava

Im Jahr 2008 wurde am Rio Miringuava etwa 20 km unterhalb seines Ursprungs eine Trinkwasseraufbereitungsanlage in Betrieb genommen. In ihr werden dem Fluss bis zu 2 m³ Wasser pro Sekunde entnommen.
Im Bau ist (Stand: 2023) etwa 5 km westlich unterhalb seines Ursprungs eine etwa 22 m hohe Staumauer, mit der ein Trinkwasserreservoir angelegt werden soll.